# Société d'applications des machines motrices
La Société d'applications des machines motrices (SAMM) était une entreprise française spécialisée dans les équipements pour l'aéronautique et la défense.

## Histoire et produits

### Les débuts
La SAMM est créée en 1928, dans la continuité de la SAMHUL (Société d'applications des moteurs à huile lourde), fondée en 1923, après sa liquidation judiciaire. Elle commercialise les anti-retours de flamme Clavié,, et abandonne progressivement l'installation des moteurs à huile lourde.
Antoine de Boysson la rejoint en 1932 et développe des tourelles d'avions à motorisation hydraulique et commande de pointage par manche à balai. Des milliers de tourelles sont construites sous licence en Angleterre pendant la seconde guerre mondiale par Boulton Paul, pour l'avion Defiant et le bombardier Halifax, et aux Etats-Unis pour le bombardier lourd Liberator. La SAMM réalise pendant cette période les servocommandes de gouvernes de l'hydravion Latécoère 631.

### Matériels militaires Terre/Mer
Après la guerre, la SAMM se voit confier la fourniture des commandes hydrauliques d'orientation de tourelle des véhicules blindés EBR et AMX-13, ce qui conduit en 1951, pour permettre la production, à l'achat du site de Saint-Marcel près de Vernon (Eure). Dans les années 1960, la SAMM fournit la commande hydraulique CH25 pour la tourelle du char 61 (Suisse), ainsi que la tourelle bitube anti-aérienne S 401.A sur châssis AMX-13 pour l'armée française (AMX-13 DCA), puis une version modifiée TG 230A sur châssis AMX-30 pour l'Arabie Saoudite (AMX-30SA) dans les années 1970.   
Parmi les autres systèmes hydrauliques SAMM des années 1970-80 on peut citer la commande hydraulique CH27 (pointage en site et gisement du canon de l'AMX-30), la CH47 pour l'hydraulique de la tourelle du canon de 155 mm automoteur AuF1, la CH49 pour la tourelle TK 105 de l'AMX-10 RC, ainsi que des systèmes hydrauliques de chargement pour tourelles marines dont la "100 mm Compact" de Creusot-Loire. Des suspensions oléopneumatiques ont été développées : celle de l'affut tracté de 155 mm TrF1, avec système hydraulique de commande d'assiette, et celle du char Leclerc.   
La SAMM a par ailleurs conçu et produit des tourelleaux pour véhicules blindés, comme le BTM 208 sur Wiesel 1 (Porsche - Rheinmetall), sur VBRG (gendarmerie), et fabriqué sous licence par Kader Factory pour le transport de troupe égyptien Fahd 280. Des coffrets de puissance SAMM tels que le CE24 permettent la motorisation électrique des tourelleaux.       

### Équipements aéronautiques

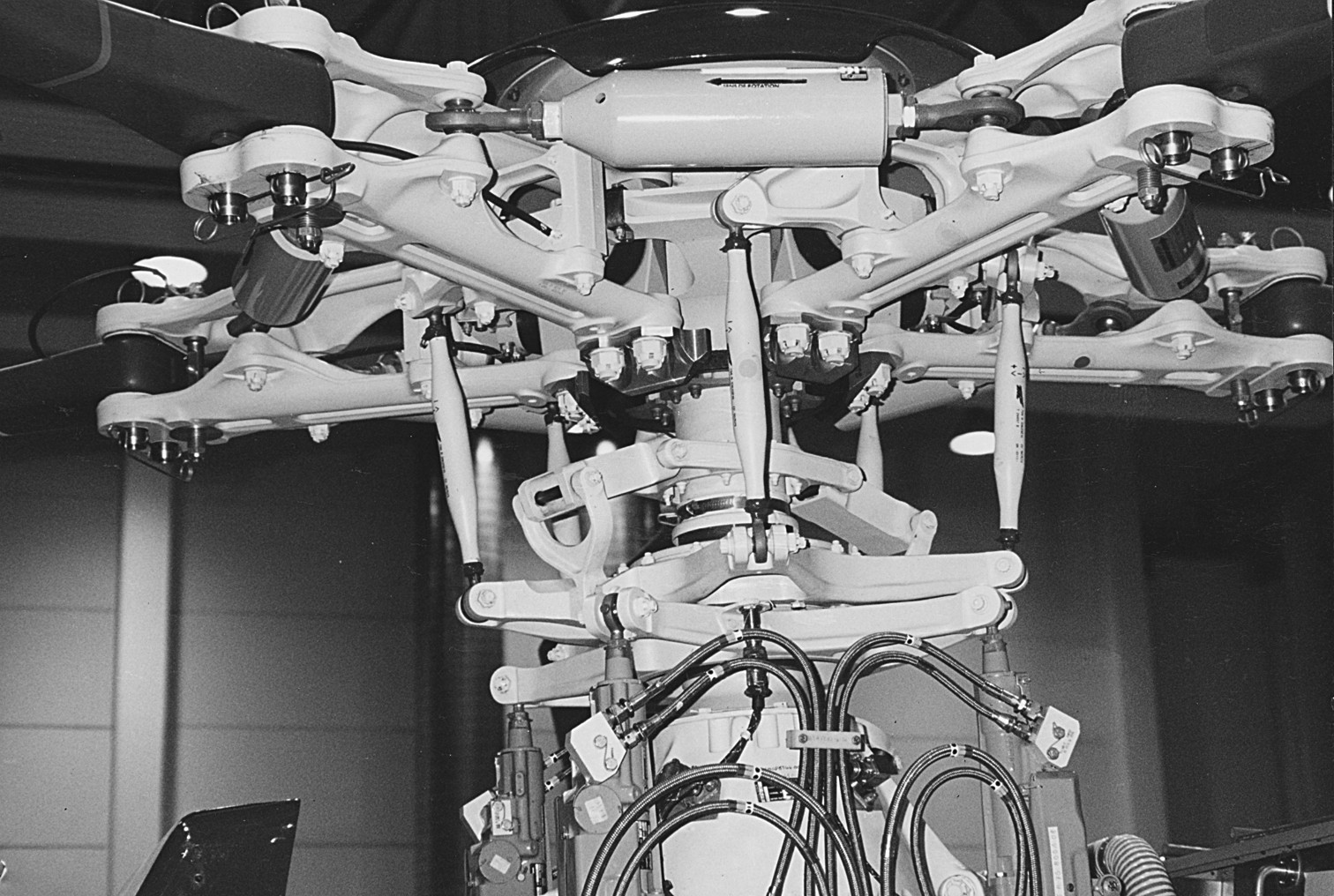
Rotor principal de l'hélicoptère EC155, avec les servocommandes sous le plateau cyclique.

À partir de la fin des années 1950, la SAMM conçoit et fournit des servocommandes hydrauliques pour la commande de vol de nombreux aéronefs, l'Alouette et les hélicoptères de Sud-Aviation (puis l'Aérospatiale, Eurocopter et Airbus Helicopters), l'ATR 42 et les avions Airbus,. Elle produit également des poignées de pilote pour de nombreux avions militaires (Alpha Jet, Fouga Magister, Mirage III, Mirage F1…). 
Dans le domaine spatial, la SAMM réalise dans les années 1980 le sous-système hydraulique de largage du pas de tir ELA 2 pour Ariane 4, au centre spatial guyanais.
En 1988, la SAMM est sélectionnée pour les servocommandes de profondeur, de direction et d'amortissement de lacet sur Airbus A340. Dans les années 1990 ont lieu les premiers vols du Rafale et de l'hélicoptère Tigre, équipés respectivement de composants hydrauliques et de servocommandes SAMM, puis du NH90, hélicoptère équipé de servocommandes SAMM à entrée électrique. 

### Vente et changement de raison sociale
En 1999, le groupe PSA, qui en était seul propriétaire depuis 1977, vend la SAMM à Lucas Aerospace pour 71 millions d'euros, l'ensemble étant absorbé cette même année par TRW Aeronautical Systems,,, avec le siège de la structure française s'installant en 2001 à Buc (Yvelines) et la production des anciens équipements SAMM toujours à Saint-Marcel (Eure). La société est ensuite absorbée par Goodrich et devient Goodrich Actuation Systems, entité ultérieurement rattachée à United Technologies (UTC) puis Collins Aerospace, filiale de Raytheon Technologies. En juillet 2025, le groupe Safran annonce la finalisation de l'acquisition des activités d'actionnement et de commandes de vol de Collins Aerospace, permettant le retour des équipements de l'ancienne SAMM dans le giron français.  

## Chronologie et implantations historiques
1928 : locaux à Paris, 37 rue du Général-Foy.
Années 1930 : à Paris, 6 boulevard Ornano.
1938 : déménage à Boulogne-Billancourt, 12 rue Jules Brégère. Installation d'une usine à Pau. 
1942 : bombardement du site de Boulogne-Billancourt, qui sera remis en état après la libération. 
1946 : fermeture de l'usine de Pau. 
1951 : achat de l'usine de production de Vernon - Saint-Marcel (Eure).
1959 : incendie du site de Boulogne-Billancourt, SAMM s'installe à Issy-les-Moulineaux, 224 quai de Stalingrad.
1983 : le site d'Issy-les-Moulineaux est la cible d'un attentat du groupe anarchiste Bakounine.
1985 : le siège déménage à Bièvres (Essonne), chemin de la Malmaison.
2001 : le siège de la nouvelle société et le bureau d'études s'installent à Buc (Yvelines).

## Dirigeants
- François Berrondo 1928 à 1946
- Jacques Bernard 1946 à 1970
- Raymond Leloup 1970 à 1980
- Pierre Chiquet 1980 à 1989
- Daniel-Henri Rivière 1989 à 1999